# Akio Nakamori
Akio Nakamori (中森 明夫?, Nakamori Akio; Prefettura di Mie, 1º gennaio 1960) è un giornalista e editore giapponese.
È conosciuto per aver reso noto il termine otaku. Il suo vero nome è Ansaku Shibahara (柴原 安作?, Shibahara Ansaku).

## Biografia
Dopo aver lasciato l'Università Meiji di Nakano, si è laureato alla Wako University di Tokyo.
Nel 1982, insieme a Yuichi Endo, ha lanciato il Club Otona a Tokyo.
Nel 1983 si è occupato della subcultura degli otaku, con una indagine pubblicata dalla rivista Manga Burikko. Il saggio rese noto al grande pubblico il fenomeno e il termine otaku.
Nel 1989 ha scritto un saggio sul serial killer Tsutomu Miyazaki, intitolato M no jidai (Mの時代?).

## Opere
- Otaku no kenkyū (『おたく』の研究? "Indagine sugli otaku"), Tokyo, Manga Lolicon Burikko, 1983.
- M no jidai (Mの時代? "L'epoca di M"), 1989.